# Блейн (округ, Монтана)
Блейн (англ. Blaine County) — один из 56 округов штата Монтана (США).

## Описание
Округ расположен в северной части штата, с севера граничит с Канадой, с остальных сторон — с другими округами Монтаны, южная граница округа проходит по реке Миссури. Название округу дано в честь политика Джеймса Блейна. Столица и крупнейший город округа — Чинук, второй по величине город — Гарлем (ок. 800 жителей). Открытые водные пространства занимают 34 км², что составляет около 0,3% от общей площади округа в 10 979 км². В юго-восточной части округа находится индейская резервация Форт-Белкнап (Fort Belknap Indian Reservation) (основана в 1888 году), в которой с 1984 года работает колледж Aaniiih Nakoda College.

## История
29 февраля 1912 года от округа Шуто отделились три территории, одна из которых стала округом Блейн.

## Демография
Население
- 1920 год — 9057 жителей
- 1930 — 9006
- 1940 — 9566
- 1950 — 8516
- 1960 — 8091
- 1970 — 6427
- 1980 — 6999
- 1990 — 6728
- 2000 — 7009
- 2004 — 6668[1]
- 2007 — 6615[4]
- 2009 — 6485[5]
- 2010 — 6491
- 2011 — 6495

Расовый состав
- белые — 52,6%
- коренные американцы — 45,4% (в основном гровантры и ассинибойны)
- афроамериканцы — 0,2%
- азиаты — 0,1%
- прочие расы — 0,2%
- смешанные расы — 1,5%
- латиноамериканцы (любой расы) — 1,0%

Происхождение предков
- немцы — 18,8%
- норвежцы — 8,1%

Домашние языки общения
- английский — 91,7%
- немецкий — 3,8%
- дакота (англ. Dakota language) — 2,0%

## Достопримечательности
- Горы «Медвежья лапа» (англ. Bear Paw Mountains)

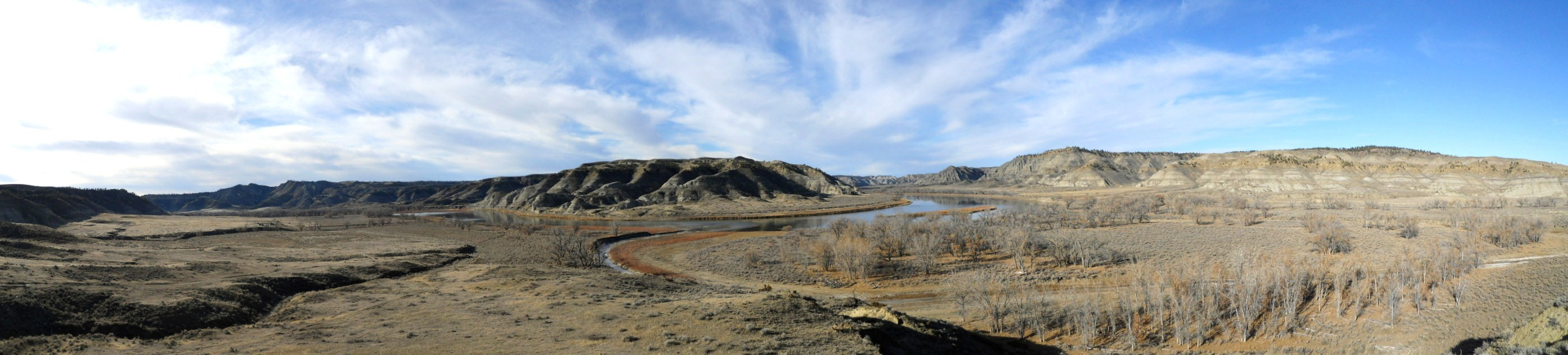
Река Кау-Крик недалеко от её впадения в Миссури. Ноябрь 2009 года.

- Малые Скалистые горы (англ. Little Rocky Mountains) (частично на территории округа)
- Национальный заказник Блэк-Коули (англ. Black Coulee National Wildlife Refuge)
- Национальный исторический парк Нез-Перс[англ.] (частично на территории округа)
- Национальный монумент Upper Missouri River Breaks (англ. Upper Missouri River Breaks National Monument) (частично на территории округа)
- Окружной музей[6]